# جولدن بنسيل فيش
جولدن بنسيل فيش هي سمكة مياه عذبة يصل طولها إلى 100 س. لونها أزرق وبه خطوط فضية، ولها شاربين. درجة الحرارة المناسبة لها من 25 إلى 30 درجة مئوية. تتغذى على الأكل المجفف والدود الحي.